# Alfred Kolleritsch

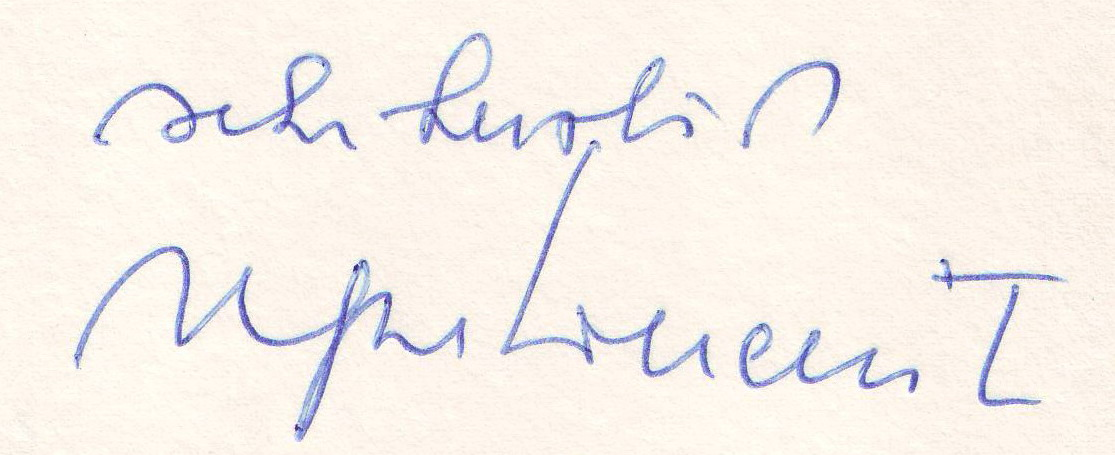
En tillägnan av författaren:"sehr herzlich Alfred Kolleritsch".

Alfred Kolleritsch, född 16 februari 1931 i Brunnsee, Eichfeld i södra Steiermark, död 29 maj 2020 i Graz, var en österrikisk författare, journalist, poet och filosof. Han har bland annat utgivit romaner och diktsamlingar men är inte översatt till svenska (2013). 
| ” | Skönhet är en första medborgerlig plikt. | „ |

## Liv och verksamhet
Alfred Kolleritsch växte upp som son till en skogvaktare i trakten av Schloss Brunnsee och studerade vid Universität Graz, bland annat tyskspråkig och engelskspråkig litteratur, filosofi och historia. 1964 doktorerade han med ett arbete om Martin Heidegger. 1958 var han med om att grunda Forum Stadtpark i Graz. Åren 1968–95 var han ordförande i denna avantgardistiska förening. Som en litterär plattform för Forum Stadtpark startade han 1960 litteraturtidskriften manuskripte, vilken han var chefredaktör för fram till sin död. I denna tidskrift gav han framför allt experimentella författare en möjlighet att publicera sig, vilket var ett våghalsigt företag i tidskriftens början. Han hjälpte författare som Oswald Wiener och Ernst Jandl att nå en publik. Även dramatikern Wolfgang Bauer (1941–2005) och romanförfattaren Peter Handke har delvis honom att tacka för sina tidiga erkännanden som författare. 
I sina egna verk vänder han sig bland annat mot inskränkning och förstelning av livet, liksom mot totalitarism och fascism. Åren 2010–2014 var han medlem av juryn för det tyska Petrarcapriset, ett pris han själv tilldelades redan 1978.

## Utmärkelser (urval)
Alfred Kolleritsch har tilldelats många priser genom åren.
- Petrarcapriset (1978)
- Manuskripte-Preis (1981)
- Georg-Trakl-Preis (1987)
- Horst-Bienek-Preis für Lyrik (2005)
- Franz-Nabl-Preis (2009)[3]

## Verk (urval)

### Romaner
- Die Pfirsichtöter (1972)
- Die grüne Seite (1974)
- Allemann (1989)

### Diktsamlingar
- Erinnerter Zorn (1972)
- Einübung in das Vermeidbare (1978)
- Im Vorfeld der Augen (1982)
- Absturz ins Glück (1983)
- Gegenwege (1991)
- Zwei Wege, mehr nicht (1993)
- In den Tälern der Welt (1999)
- Die Summe der Tage (2001)
- Befreiung des Empfindens (2004)

### För övrigt
- Eigentlichkeit und Uneigentlichkeit in der Philosophie Martin Heideggers (avhandling, 1964)
- Von der schwarzen Kappe (novell, 1974)
- Gespräche im Heilbad. Verstreute, Gesammeltes (essäer, 1985)
- Hemler der Vogel (barnbok, 1992)
- Die letzte Österreicher (kritik, 1995)
- Die geretteten Köche (teaterpjäs, 1997)
- Marginalien und Widersprüche - Texte zu Literatur, Kultur und Politik (2001)
- Tillsammans med Peter Handke: Schönheit ist die erste Bürgerpflicht. Briefwechsel (2008)

## Fotnoter
1. ↑  ”Autor Alfred Kolleritsch gestorben” (på tyska). Der Standard. https://www.derstandard.at/story/2000117797244/der-autor-alfred-kolleritsch-ist-gestorben. Läst 31 maj 2020.
2. ↑  "Schönheit ist die erste Bürgerpflicht." Titeln på brevväxlingen mellan Alfred Kolleritsch och Peter Handke (2008).
3. ↑  Franz-Nabl-Preis till Alfred Kolleritsch, 7 oktober 2009